# دانيال سوير
دانيال سوير (بالإنجليزية: Daniel Sawyer)‏ هو لاعب غولف أمريكي، ولد في 20 يونيو 1882 في بين أيلاند في الولايات المتحدة، وتوفي في 5 يوليو 1937 في كلارندون هيلز في الولايات المتحدة.

## وصلات خارجية
- دانيال سوير على موقع اللجنة الأولمبية الدولية (الإنجليزية)
- دانيال سوير على موقع أوليمبيديا (الإنجليزية)